# Вастселийнаский район
Ва́стсели́йнаский райо́н — административно-территориальная единица в составе Эстонской ССР, существовавшая в 1950—1959 годах. Центр — посёлок Вастселийна. Площадь района в 1955 году составляла 592,1 км².

## История

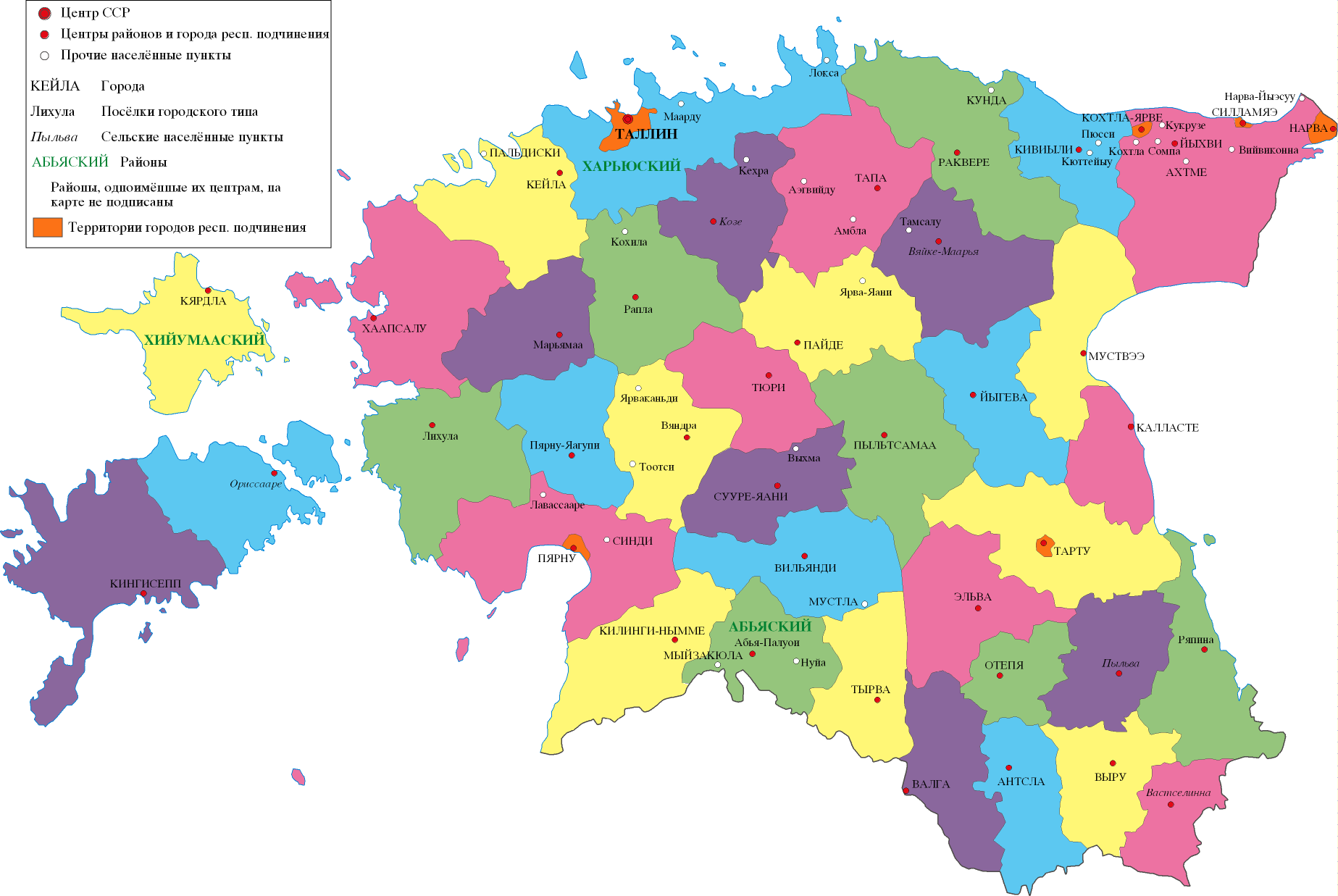
Административно-территориальное деление Эстонской СССР в 1957 году

Вастселинаский район был образован в 1950 году, когдауездное деление в Эстонской ССР было заменено районным. В 1952 году район был включён в состав Тартуской области, но уже в апреле 1953 года в результате упразднения областей в Эстонской ССР район был возвращён в республиканское подчинение.
В 1959 году Вастселийнаский район был упразднён.

## Административное деление
В 1955 году район включал 7 сельсоветов: Иллиский, Капераский, Меремяэский, Миссоский, Обинитсаский, Руусмяэский, Саалусеский.